# José Galofré y Coma
José Galofré y Coma (kat. Josep Galofré i Coma) – hiszpański malarz i ilustrator pochodzący z Katalonii. Specjalizował się w malarstwie historycznym oraz portrecie. Był wujem malarza Baldomero Galofré.
Studiował na Królewskiej Katalońskiej Akademii Sztuk Pięknych św. Jerzego w Barcelonie. Otrzymał stypendium na studia w Rzymie, gdzie zdobył sławę gdy papież Pius IX zamówił u niego portret, w 1847. Po tym wyróżnieniu również król Sardynii oraz car Rosji zamówili u niego swoje portrety.
W 1850 r. wrócił do Barcelony. Brał udział w wielu edycjach Krajowej Wystawy Sztuk Pięknych oraz wystawach w Paryżu.

## Dzieła
- Episodio de la toma de Granada
- Zoraida perfumándose el baño de la ribera del Genil
- Desposorios del príncipe Adalberto de Baviera
- Retrato de Isabel II
- Retrato de Juan Navarro Palencia